# Inejirō Asanuma
Inejirō Asanuma (浅沼 稲次郎 Asanuma Inejirō?,  Miyake-jima, 27 de diciembre de 1898-Tokio, 12 de octubre de 1960) fue un político japonés, líder del Partido Socialista de Japón. Inejiro ganó notoriedad por hablar públicamente sobre socialismo y oportunidades culturales y económicas. Sus ideas de izquierda y la crítica que realizó a los Estados Unidos no fueron bienvenidas por los conservadores. Fue asesinado por un militante de ultraderecha, de diecisiete años, llamado Otoya Yamaguchi. Esta muerte fue televisada en directo, ya que estaba participando de un debate con otro candidato.

## Biografía
Su madre falleció siendo él muy pequeño, quedando su padre a cargo de la crianza, quien más tarde moriría a los 42 años de cáncer. 

### Carrera política
Durante la década de 1930, Asanuma se hizo militante socialista y fue elegido miembro de la Dieta desde 1936 en adelante. Sin embargo, una vez ya comenazada la Segunda Guerra Mundial, retiró su candidatura para las elecciones de 1942 y se mantuvo retirado de la política hasta el final de la contienda.
Durante los años de la Guerra Fría, y a diferencia de otros políticos japoneses, Asanuma se mostró partidario de mantener relaciones diplomáticas con la República Popular China, en contra de la entonces doctrina oficial que sólo reconocía a la República de China en Taiwán como única representante oficial de China. De hecho, llegó a provocar un gran escándalo en su país a su vuelta de un viaje que realizó a la China Popular, tras el cual llegó a declarar que "los EEUU son el enemigo común de China y Japón". También fue muy crítico con el Tratado de seguridad y asistencia mutua con los Estados Unidos. En el ámbito interno japonés, Asanuma era conocido por su generosidad y estilo de vida frugal, viviendo en un pequeño apartamento con su familia. Tenía varios apodos como "el granjero de los discursos" y "la locomotora humana" debido a su corpulencia, su potente voz y su enérgica forma de hablar. Gracias a su personalidad ganó popularidad entre los trabajadores y ciertos movimientos de base.

### Asesinato

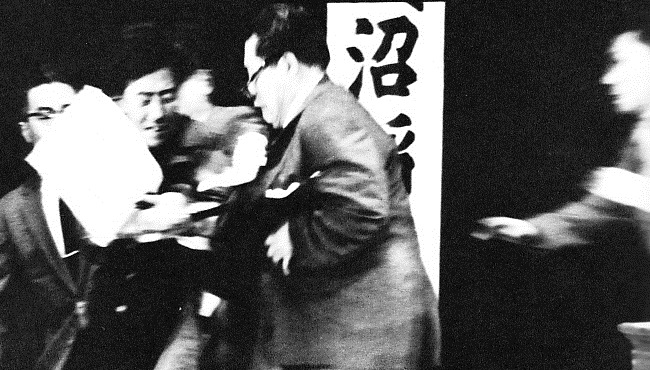
Inejiro Asanuma siendo asesinado por Otoya Yamaguchi. Fotografía de Yasushi Nagao.

El 12 de octubre de 1960, Inejirō Asanuma fue asesinado por un estudiante de 17 años de ideología nacionalista radical, llamado Otoya Yamaguchi, mientras participaba en un debate político televisado durante la campaña electoral para las siguientes elecciones a la Cámara de Representantes. Las imágenes de su asesinato le hicieron conocido mundialmente. La cadena de televisión pública japonesa NHK estaba grabando el debate para su posterior transmisión, por lo que posteriormente la escena del asesinato de Asanuma fue retransmitida varias veces al público japonés.
La sociedad nipona quedó consternada al ver su asesinato, y se realizaron diversas protestas como rechazo al suceso. Después de su muerte, el Partido Socialista de Japón se dividió, quedando separado entre las facciones conservadoras e izquierdistas. En cuanto a su asesino, Yamaguchi se suicidaría unas semanas después mientras se encontraba bajo custodia policial. La fotografía del asesinato fue tomada por Yasushi Nagao en el momento que Otoya saca el wakizashi de Inejiro. Por ella, le concedieron el Premio Pulitzer en 1961.

## Legado
El PSJ fue una unión en discordia entre socialistas de extrema izquierda, socialistas centristas y socialistas de derecha, quienes se vieron forzados a unirse para oponerse a la consolidación de los partidos conservadores en el Partido Liberal Democrático en 1955. Asanuma fue una figura carismática que fue capaz de mantener unidas a muchas de estas fuerzas antagónicas gracias a la fuerza de su personalidad. Bajo el liderazgo de Asanuma, los socialistas japoneses aumentaron considerablemente sus escaños en la Dieta elección tras elección en la década de 1950.
La temprana muerte de Asanuma privó al partido de su destacado liderazgo, que pasó a manos de Saburō Eda. De tendencia centrista, Eda comenzó un viraje hacia una dirección de esa tendencia, mucho más rápido de lo que los socialistas de izquierda estaban dispuestos a aceptar. Esto llevó a un crecimiento de las luchas intestinas en el seno del PSJ, lo que dañó drásticamente su capacidad para presentar un mensaje de cohesión al público japonés. Durante la década de 1960 en adelante, el número de escaños socialistas en la Dieta continuó en declive hasta la disolución formal del partido en 1996.